# کورکوبیون
کورکوبیون (به اسپانیایی: Corcubión) یک دهستان اسپانیا است.

## خصوصیات
کورکوبیون ۶٫۵۸ کیلومترمربع مساحت و ۱٬۹۶۴ نفر جمعیت دارد.